# Mogera
Genre
Mogera est un genre de Mammifères de la famille des Talpidés (Talpidae). Ce sont des taupes asiatiques.

## Classification
Ce genre a été décrit pour la première fois en 1848 par le naturaliste français Auguste Pomel (1821-1898).
Synonyme : Nesoscaptor Abe, Shiraishi and Arai, 1991.
Classification plus détaillée selon le Système d'information taxonomique intégré (SITI ou ITIS en anglais) :
 Règne : Animalia ; sous-règne : Bilateria ; infra-règne : Deuterostomia ; Embranchement : Chordata ; Sous-embranchement : Vertebrata ; infra-embranchement : Gnathostomata ; super-classe : Tetrapoda ; Classe : Mammalia ; Sous-classe : Theria ; infra-classe : Eutheria ; ordre : Soricomorpha ; famille des Talpidae ; sous-famille des Talpinae ; tribu des Talpini.
Traditionnellement, les espèces de la famille des Talpidae sont classées dans l'ordre des Insectivora, un regroupement qui est progressivement abandonné au XXIe siècle.

### Liste d'espèces
Selon Catalogue of Life (1 octobre 2015), ITIS (1 octobre 2015) et Mammal Species of the World (version 3, 2005)  (1 octobre 2015) :
- Mogera imaizumii (Kuroda, 1957)
- Mogera insularis (Swinhoe, 1863)
- Mogera tokudae Kuroda, 1940
- Mogera uchidai (Abe, Shiraishi & Arai, 1991)
- Mogera wogura (Temminck, 1842)

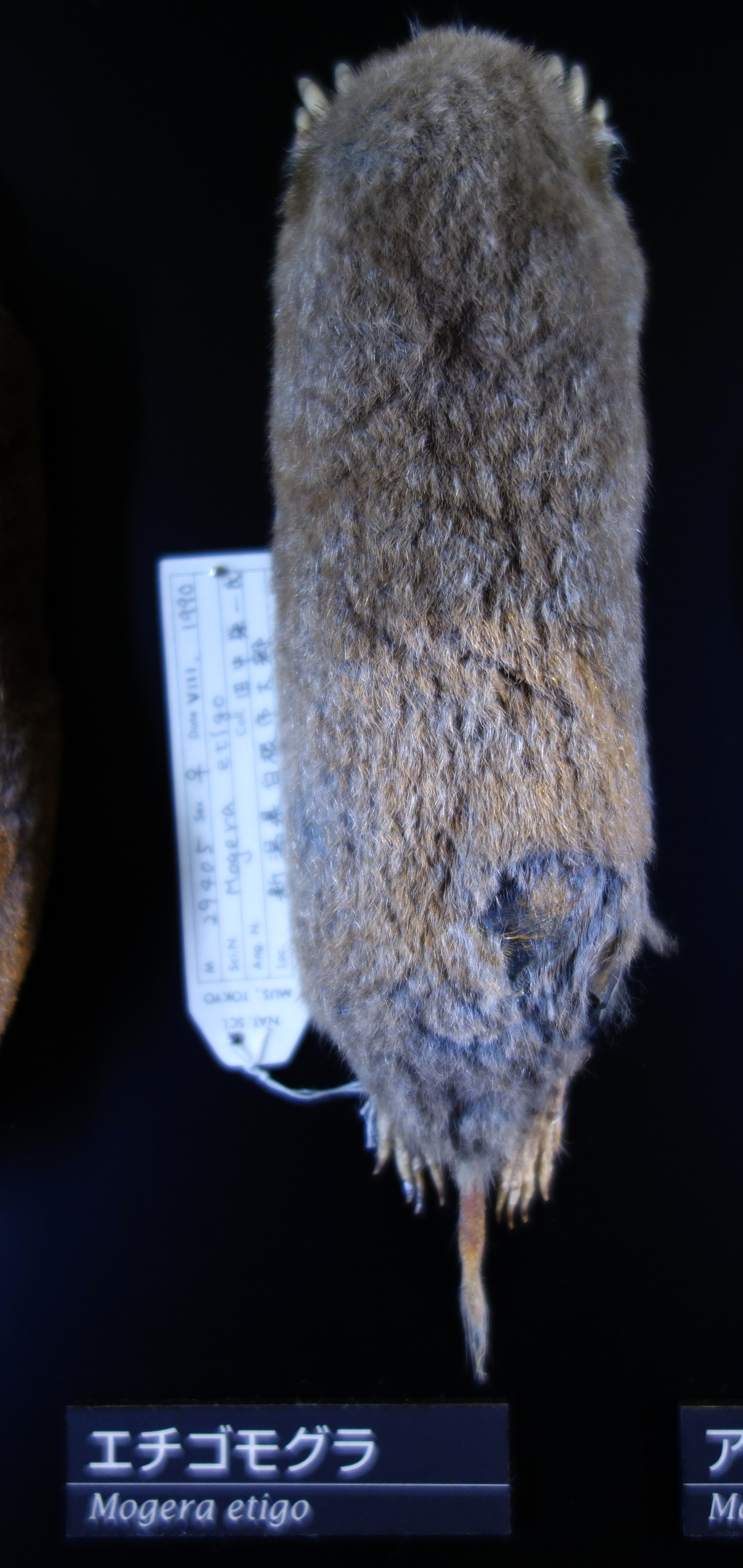
Mogera etigo
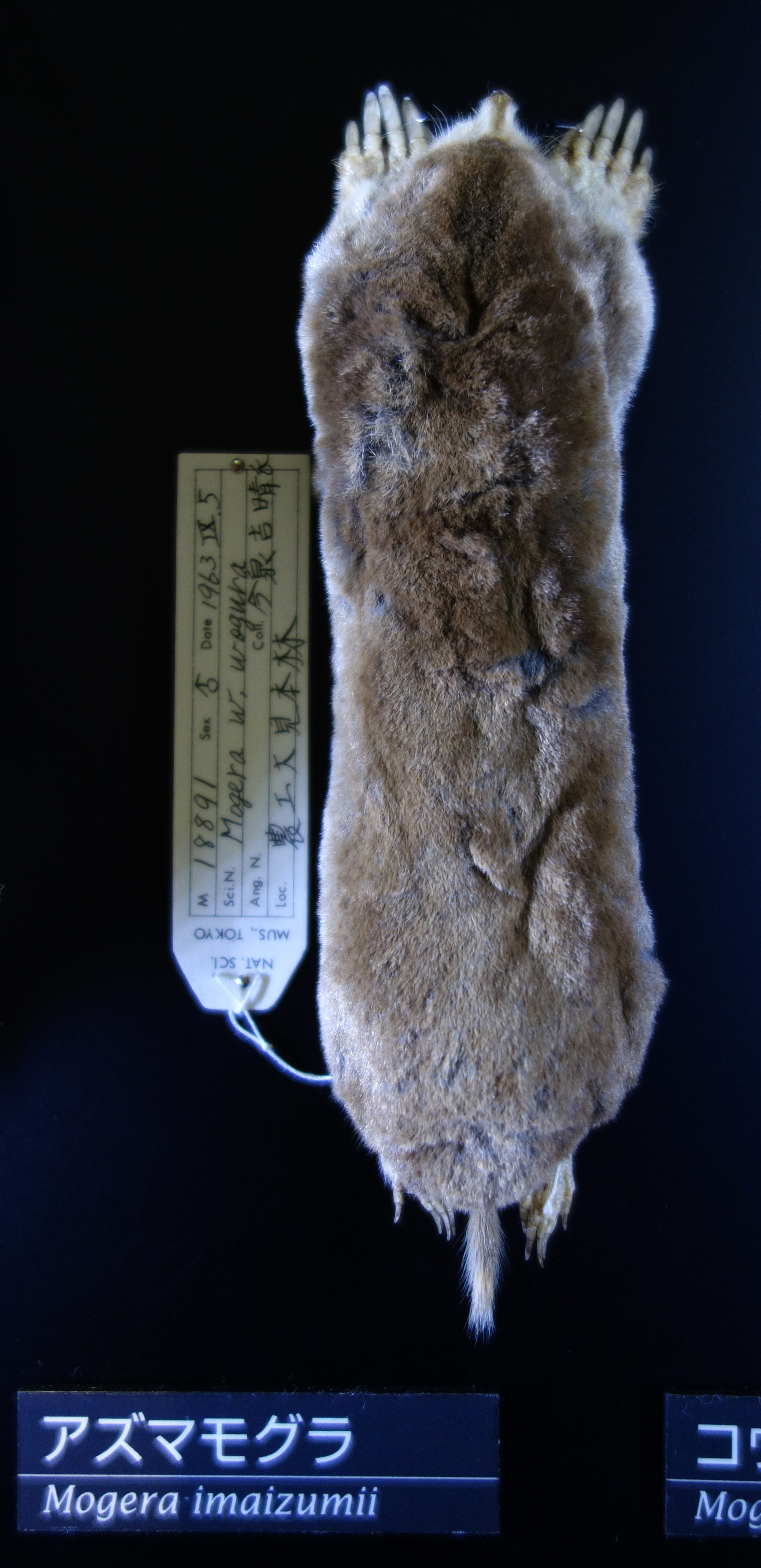
Mogera imaizumii
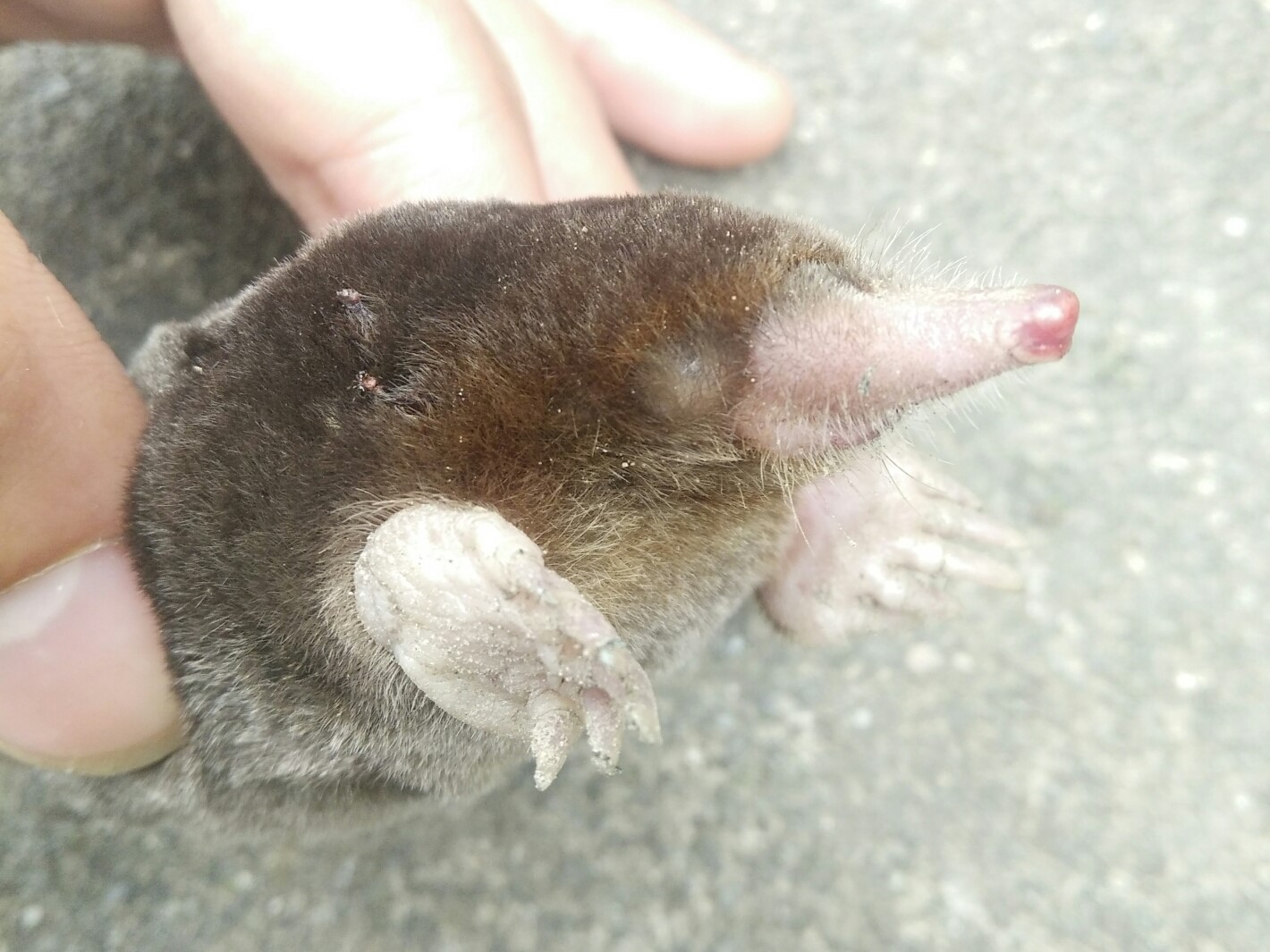
Mogera kanoana
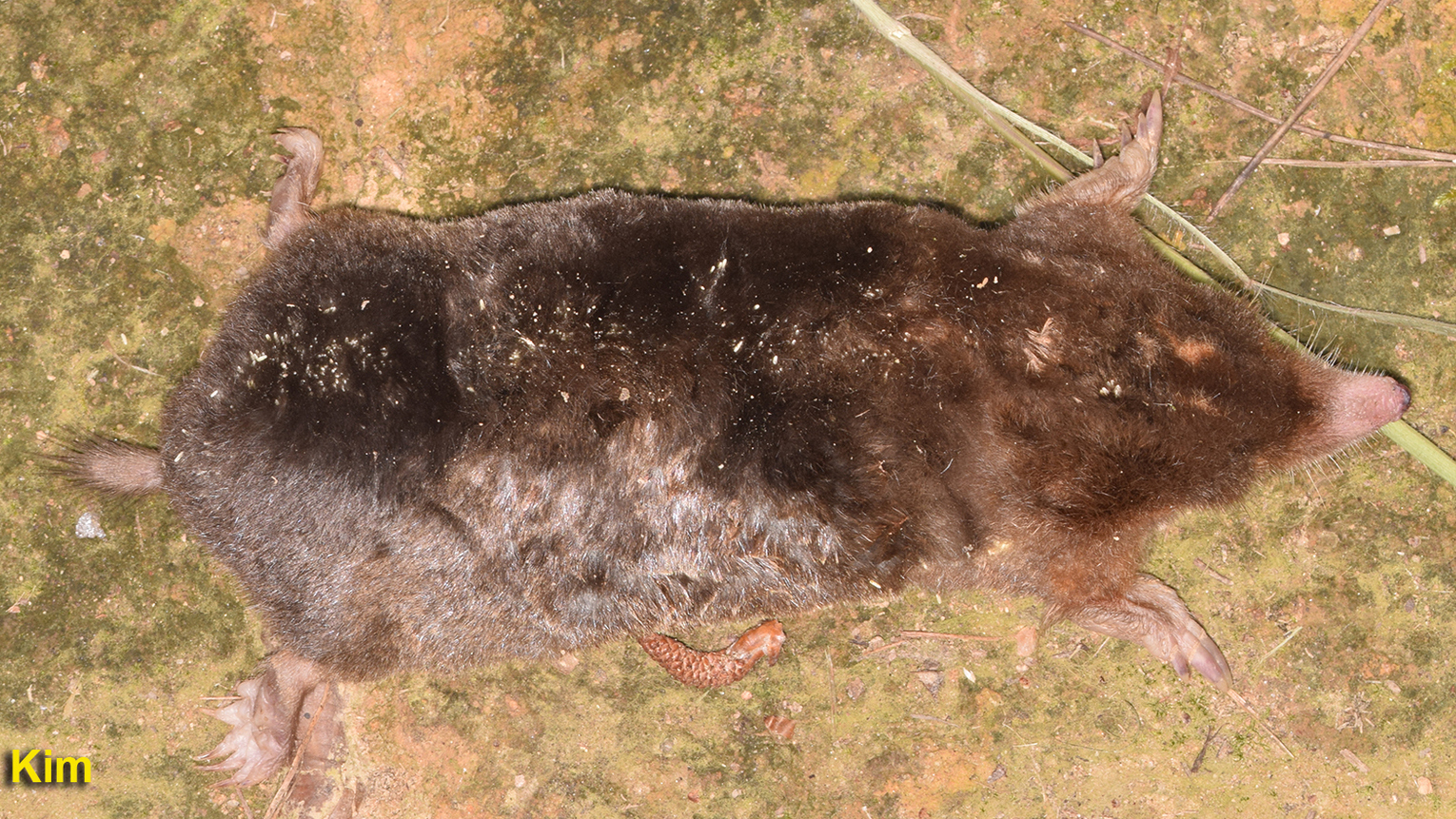
Mogera robusta
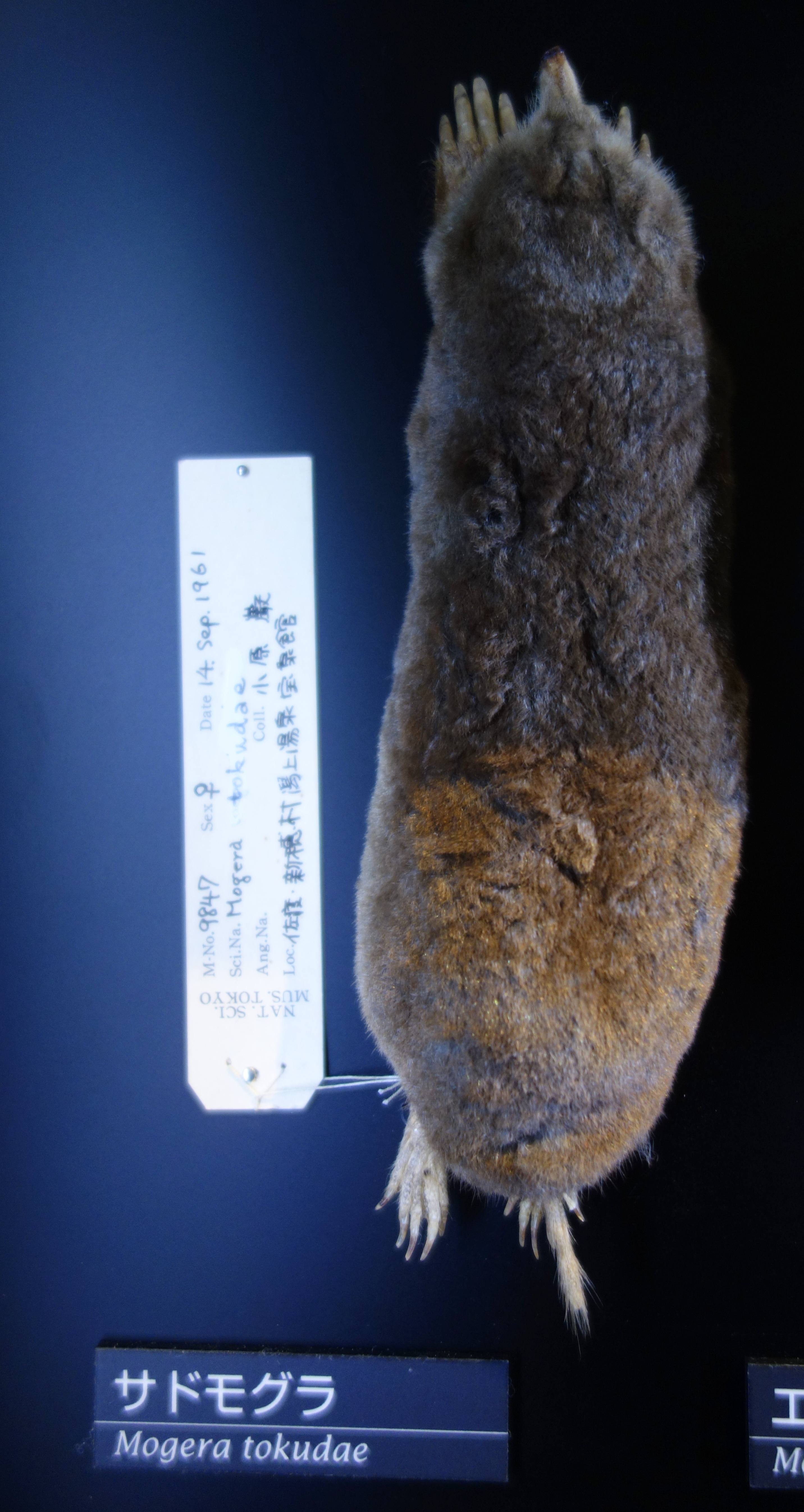
Mogera tokudae
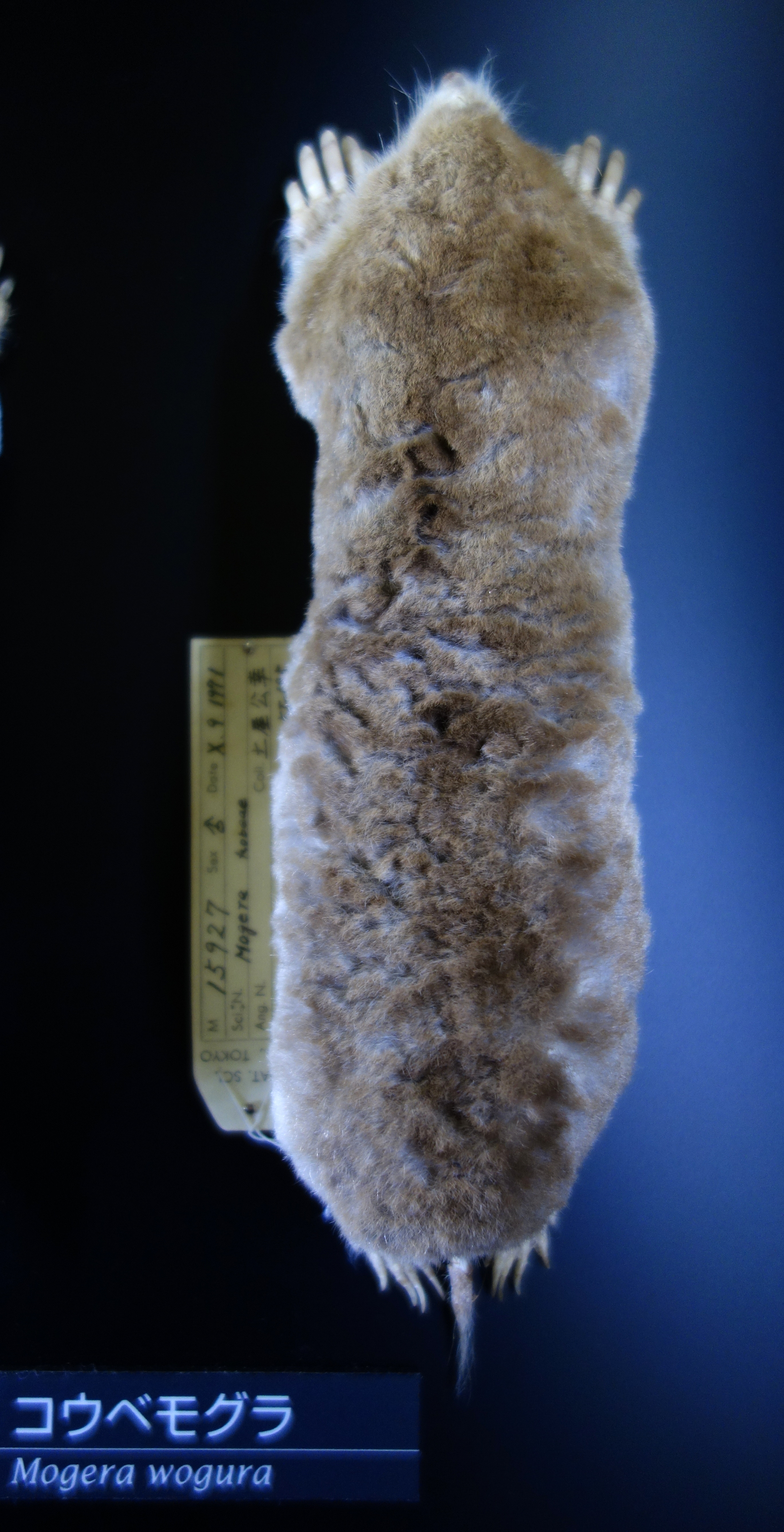
Mogera wogura

Paleobiology Database (1 octobre 2015) ajoute une espèce fossile : Mogera coreana.